# Bridgestone Arena
Bridgestone Arena (originalmente, Nashville Arena; anteriormente, Gaylord Entertainment Center ou Sommet Center) é uma arena local para todos os fins, no centro de Nashville, Tennessee, que teve a sua estrutura concluída em 1996.

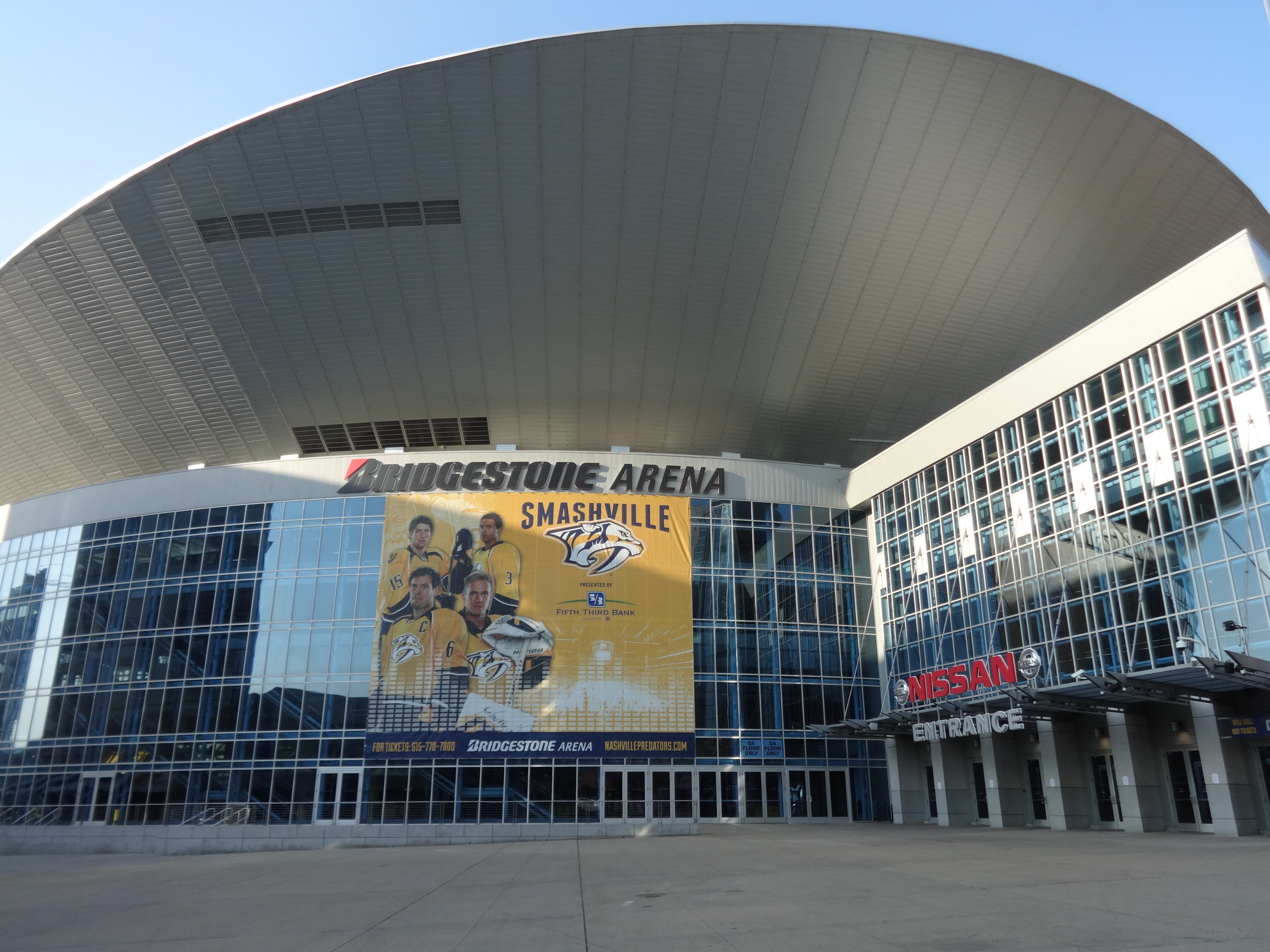